# Hans Koller (Politiker, 1903)
Hans Koller (* 19. Juni 1903 in Teufen; † 22. Februar 1994 in ebenda; heimatberechtigt in Bühler) war ein Schweizer Landwirt, Kantonsrat und Regierungsrat aus dem Kanton Appenzell Ausserrhoden.

## Leben
Hans Koller war ein Sohn von Johannes Koller, Landwirt, und Katharina Hulda Müller. Im Jahr 1928 heiratete er Bertha Hedwig Künzler, von Walzenhausen. Er arbeitete als Landwirt in Niederteufen. Von 1935 bis 1941 sass er im Gemeinderat von Teufen. Ab 1947 bis 1956 gehörte er dem Ausserrhoder Kantonsrat an. Diesen präsidierte er von 1954 bis 1956. Ab 1956 bis 1967 amtierte er als Regierungsrat. Während der gesamten Amtszeit war stand er der Landwirtschaftsdirektion und ab 1960 der Sanitätsdirektion vor. Er war ein Vorkämpfer des ersten ausserrhodischen Gesundheitsgesetzes von 1965 und weiterer wichtiger kantonaler Rechtsgrundlagen. Im Zweiten Weltkrieg organisierte er den kommunalen Mehranbau im Rahmen der Anbauschlacht. Er war ein führendes Mitglied im örtlichen und kantonalen landwirtschaftlichen Verein. Er publizierte unter anderem für das Appenzeller Tagblatt und die Appenzellischen Jahrbücher.